# マーダヴァ
サンガマグラーマのマーダヴァ（Mādhava of Saṃgamagrāma,  マラヤーラム語: സംഗമഗ്രാമ മാധവൻ, ヒンディー語: संगमग्राम के माधव）は、インド（ヴィジャヤナガル王国）の数学者・天文学者（1340年もしくは1350年 – 1425年）。

## 人物
ケーララ州のコーチンに近い、サンガマグラーマの出身。同じく天文学者であるヴィージャ・マーダヴァとの区別から、「サンガマグラーマのマーダヴァ」とも呼ばれる。また、天文学者たちには、「ゴーラヴィド」（Golavid, 球面三角法の権威）とも呼ばれた。
現存する文献は、天文学についてのものが中心である。数学については、他の学者たちの文献によってマーダヴァの発見と伝えられるものが存在する。マーダヴァは三角法、無限級数、有限級数の近似などを研究し、円周率を小数点第11位まで計算し、ライプニッツの公式とも呼ばれる公式を初めて発見したとされる。また、ケーララ学派と呼ばれる数理天文学派の創始者ともいわれ、パラメーシュヴァラ、ニーラカンタ、ジイェーシュタデーヴァなどの学者たちに影響を与えた。